# Galenbeck
Galenbeck ist die östlichste Gemeinde im Landkreis Mecklenburgische Seenplatte in Mecklenburg-Vorpommern. Sie wird vom Amt Friedland, angesiedelt in der Stadtverwaltung Friedland, verwaltet.

## Geografie
Das Gemeindegebiet Galenbecks ist sehr vielgestaltig. Der nordöstliche Teil am Galenbecker See und an der Friedländer Großen Wiese ist ein ehemaliges Moorgebiet und liegt nur 6 m ü. NN. Südlich des Galenbecker Sees, der ebenso wie der umliegende Uferbereich vollständig unter Naturschutz steht, erhebt sich der Endmoränenbogen der bewaldeten Brohmer Berge bis zu 153 m ü. NN – ein im norddeutschen Gebiet seltener Höhenunterschied auf wenigen Kilometern.
Umgeben wird Galenbeck von den Nachbargemeinden Boldekow und Ducherow im Norden, Altwigshagen und Ferdinandshof im Nordosten, Wilhelmsburg und Heinrichswalde im Osten, Strasburg (Uckermark) im Südosten, Schönhausen im Süden sowie Friedland im Nordwesten.

## Gemeindegliederung
Die nach der Fläche sehr große Gemeinde wurde am 1. Januar 2003 aus den vormals selbständigen Gemeinden
- Kotelow
- Schwichtenberg
- Wittenborn

gebildet. Neben diesen ehemaligen Gemeinden gehören zu Galenbeck folgende Ortsteile:
| - Friedrichshof - Galenbeck - Klockow | - Lübbersdorf - Rohrkrug - Sandhagen |

## Geschichte
Bis ins frühe 20. Jahrhundert gehörte Galenbeck zu Mecklenburg-Strelitz.

### Galenbeck
Im Jahre 1277 wurde das Dorf erstmals in einer Urkunde als Golenbeke erwähnt, 1392 „stede to Golenbeke“. Am Westufer des Galenbecker Sees stand eine ältere hölzerne Turmhügelburg aus der Zeit nach der Eroberung der Herrschaft Stargard um 1130 durch die Herzöge von Pommern. Ab 1236 gehörte das Land zur Mark Brandenburg und die brandenburgischen Markgrafen aus dem Hause der Askanier ließen die kleine Burg Galenbeck im 13. Jahrhundert als Grenzburg zum Herzogtum Pommern ausbauen. Doch bereits 1304 ging diese – zusammen mit dem Land Stargard – an Heinrich II., den Löwen, von Mecklenburg über. Die Herren von Rieben (oder Riepen) saßen wahrscheinlich schon seit dem 12. Jahrhundert als Ministerialen auf Galenbeck, das bis zur Enteignung 1945 der Familie gehörte und damit eine der längsten Besitzkontinuitäten der Region aufwies. Der noch zur Hälfte erhaltene Bergfried entstand im ersten Drittel des 15. Jahrhunderts. Doch wurde die Burg bereits 1453 durch eine Stralsunder Streitmacht zerstört. Das Rittergut blieb jedoch im Besitz derer von Rieben.
Der Ort entstand um die Burg, die heute nur noch als Ruine vorhanden ist. Sie liegt in unmittelbarer Nähe zum ehemaligen Gutshof, 200 m südwestlich der Kirche am Rande der sumpfigen Uferzone des Galenbecker Sees. Die Dorfkirche Galenbeck entstand am Ende des 14. Jahrhunderts. Neben den Resten der zerstörten Burg errichtete die Familie von Rieben im Jahr 1712 das Herrenhaus als Fachwerksbau.
Im August 1760 geriet Gebhard Leberecht von Blücher nach einem Gefecht mit preußischen Husaren in Gefangenschaft. Im Galenbecker Gutshaus wurde er gefangengehalten und unterschrieb dort seine Übertrittsurkunde zur Preußischen Armee. Im Jahre 1945 wurde das Gut durch die Bodenreform enteignet. Am 1. Juli 1950 wurde Galenbeck in die Gemeinde Wittenborn eingegliedert.

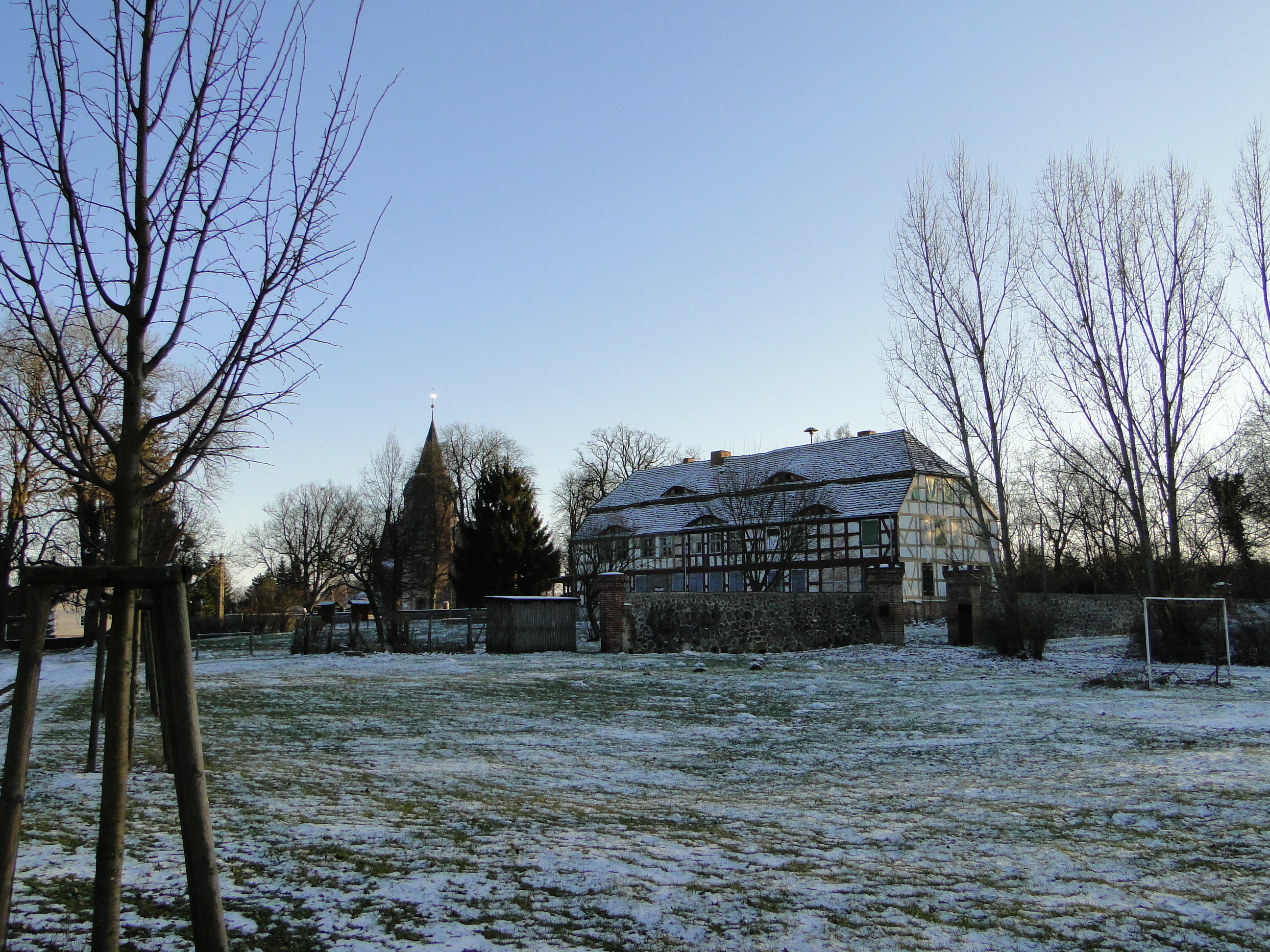
Gutshaus Galenbeck
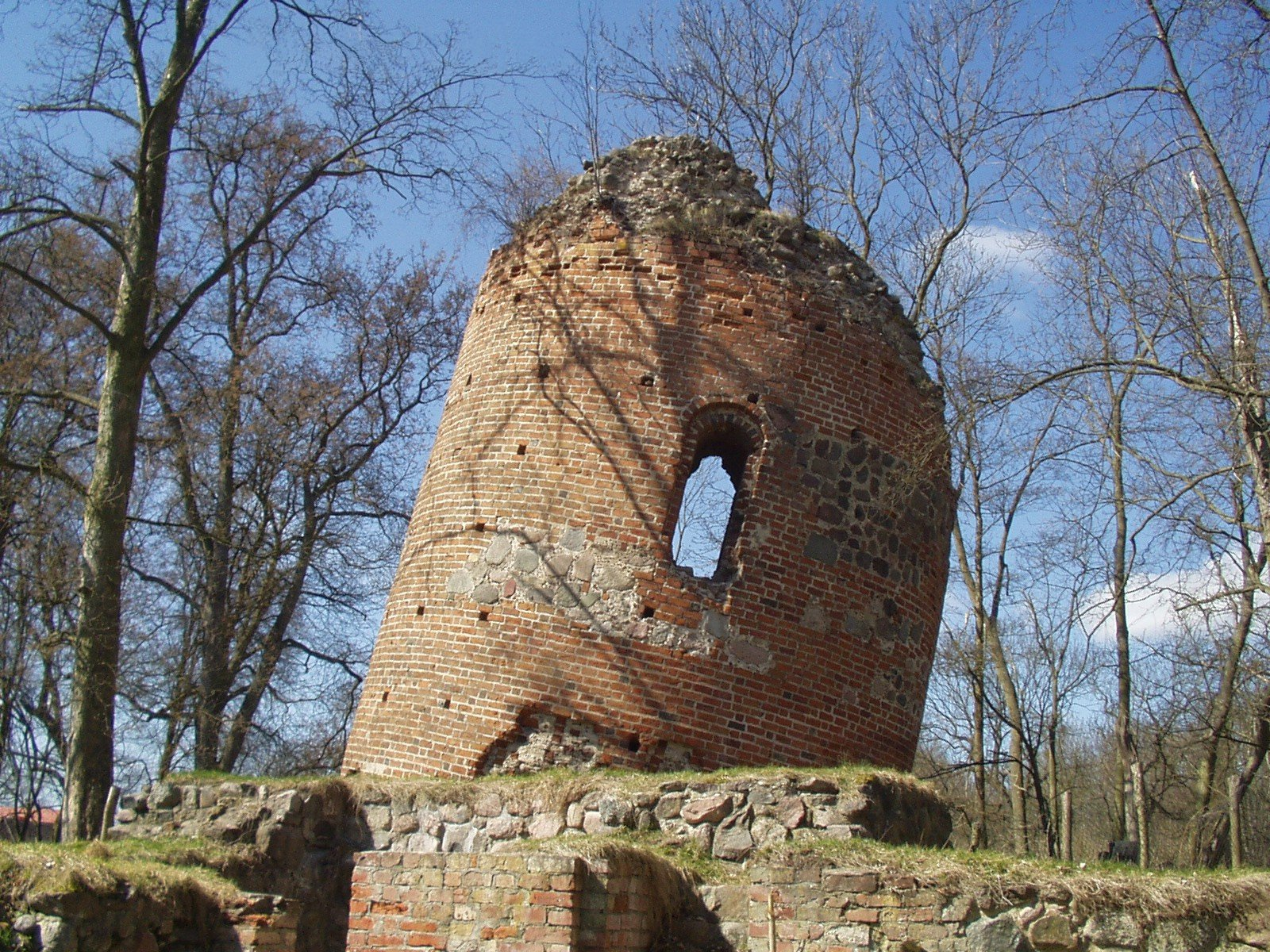
Ruine der Burg Galenbeck
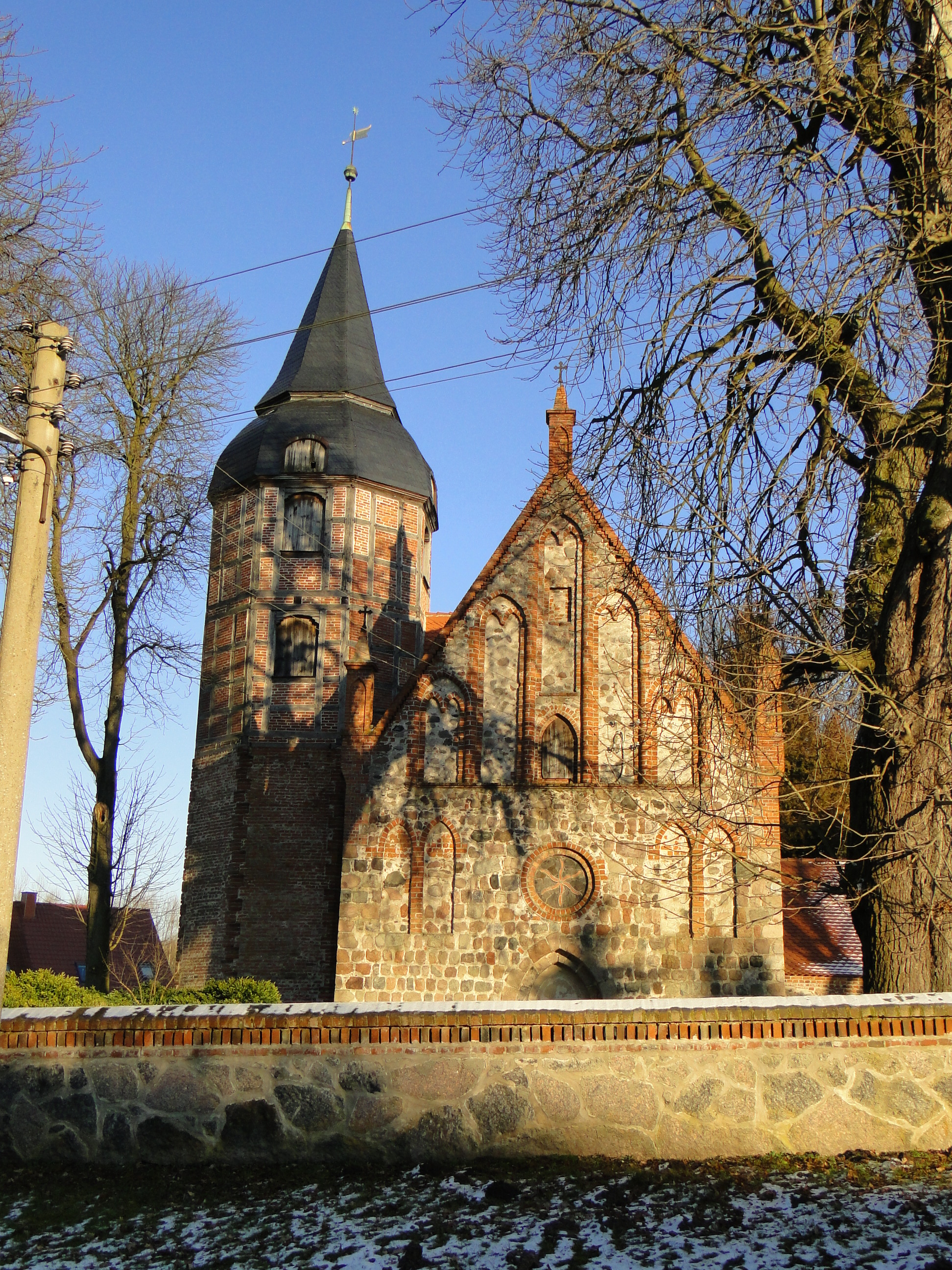
Kirche in Galenbeck
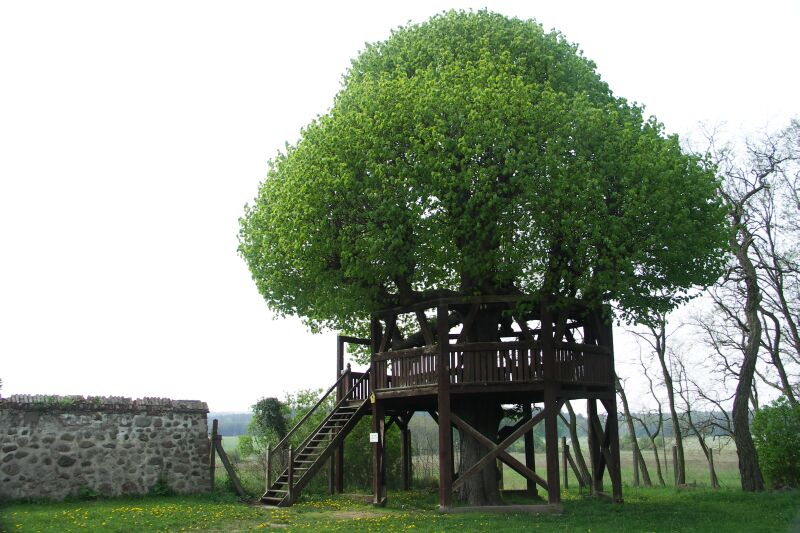
Tanzlinde in Galenbeck
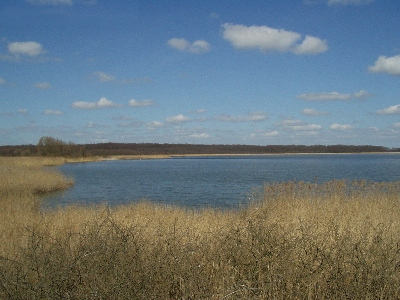
Galenbecker See

### Friedrichshof
Der Ortsteil besteht aus einer Hauptstraße und einigen Einfamilienhäusern und der ehemaligen Gutsanlage nordöstlich des Brohmer Stausees. Das Gut gehörte von 1749 bis 1831 den von Rieben. Am 1. Juli 1950 wurde Friedrichshof in die Gemeinde Wittenborn eingegliedert.

### Klockow

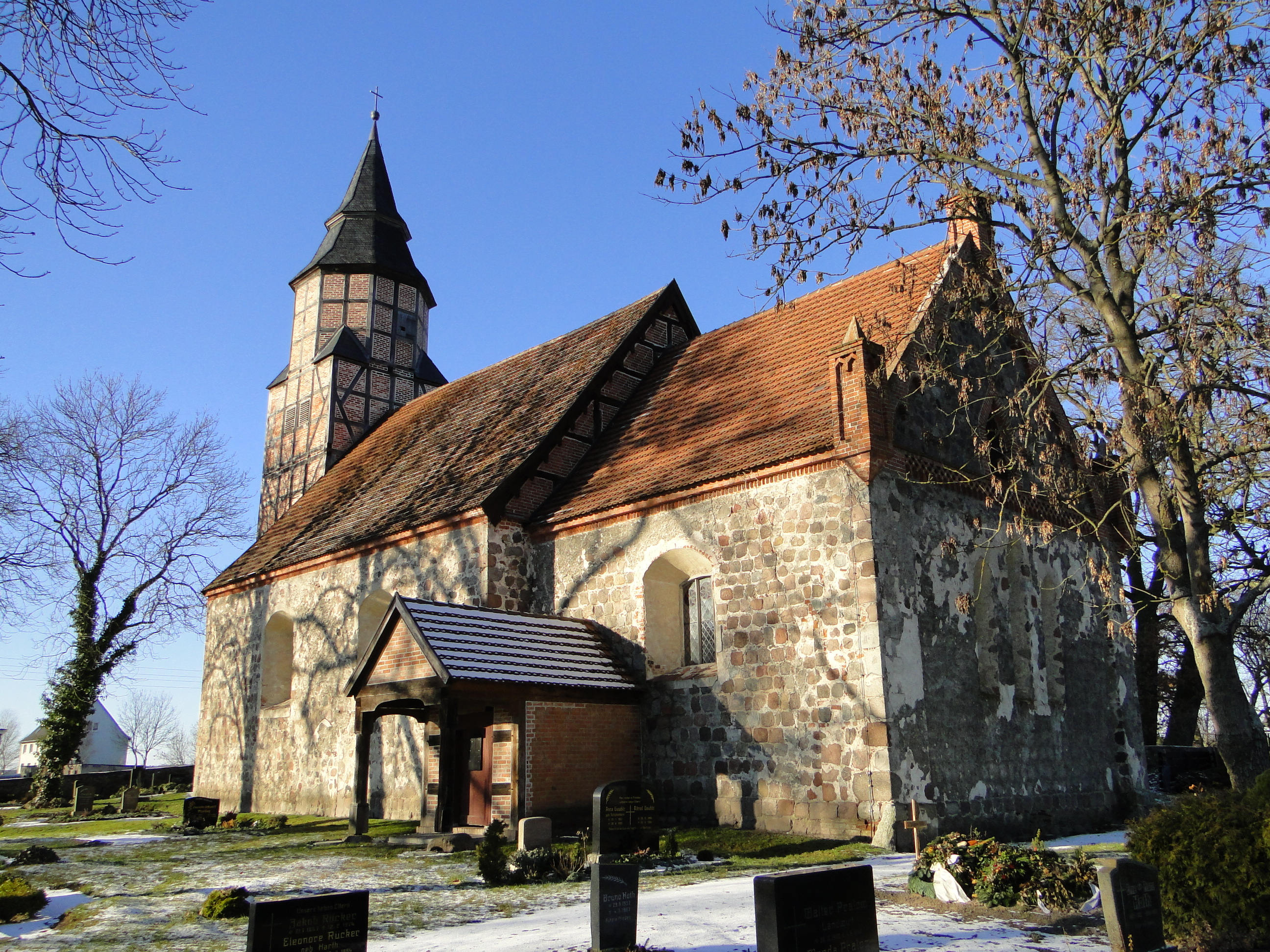
Kirche Klockow

Die Ersterwähnung erfolgte 1288. Das Gut Klockow gehörte von 1470 bis 1679 den von Rieben, danach der Familie von Oertzen. August von Oertzen (1777–1837) war Staatsminister von Mecklenburg-Strelitz. 1838 wurde das Gut von der Familie von Bülow gekauft. Nach dem Tod der Eltern ließ Carl von Bülow ein neues Herrenhaus errichten. Dieses wurde im Stil der Neugotik um 1853 nach Plänen des Wismarer Architekten Heinrich Thormann gebaut. Prägend ist der dreigeschossige Mittelrisalit zur Hoffront. Später diente das Herrenhaus zeitweilig auch als Pfarrhaus.

### Kotelow
Als Coytlowe taucht der als Angerdorf angelegte Ort 1382 erstmals urkundlich auf – die frühgotische Dorfkirche Kotelow existierte zu diesem Zeitpunkt bereits. Von 1466 bis 1670 gehörte Kotelow den von Rieben. Danach ging der Besitz an die von Oertzen über. Arndt Heinrich von Oertzen erbaute um 1773 das barocke Gutshaus. Die Familie von Oertzen blieb Eigentümer bis 1945. Es wurde bis 2008 saniert und wird seitdem unter der Bezeichnung Jagdschloss als Hotel und Standesamt genutzt. Die Festspiele Mecklenburg-Vorpommern fanden erstmals 2009 im Jagdschloss Kotelow einen Veranstaltungsort.

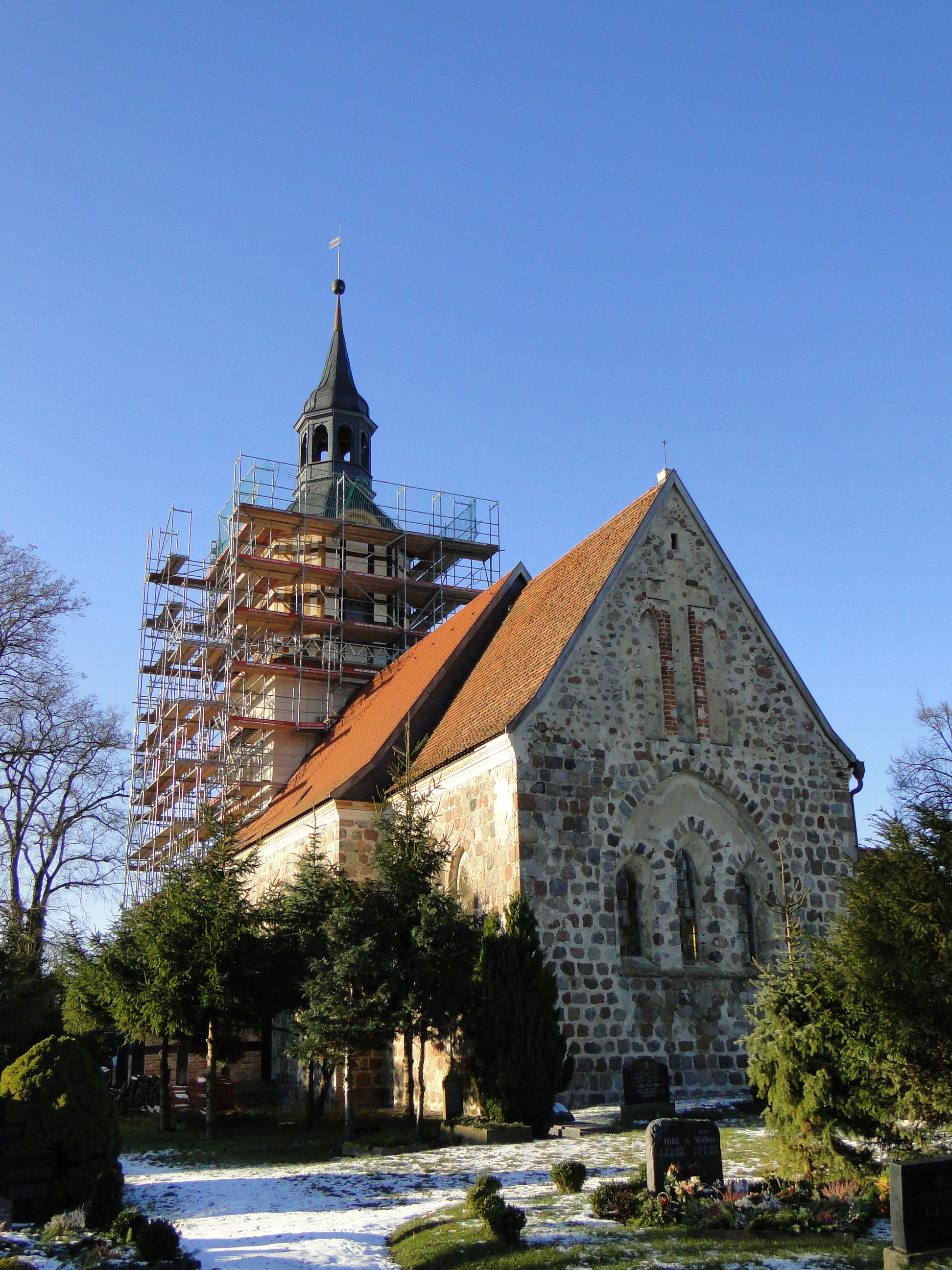
Dorfkirche Kotelow
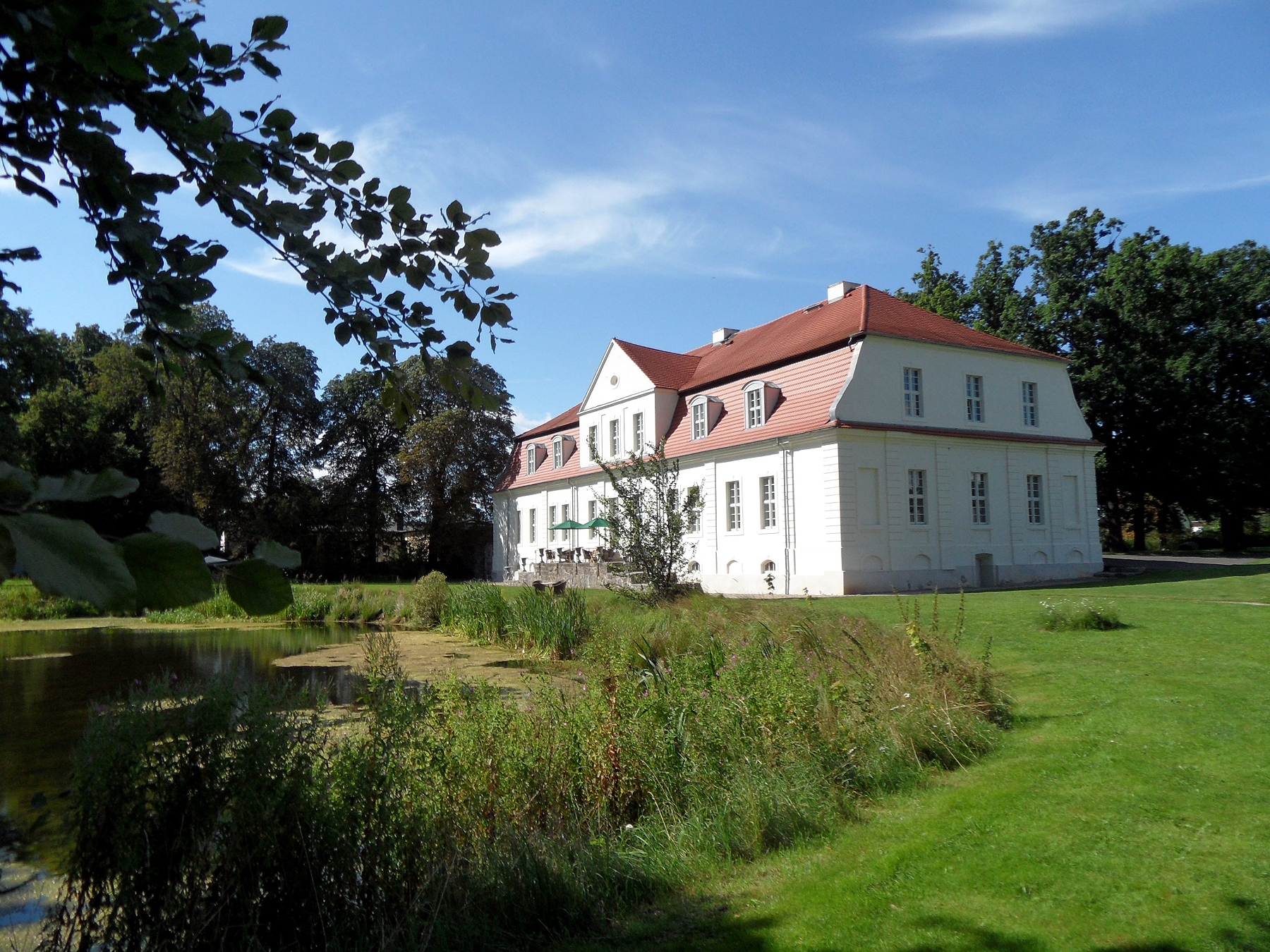
Gutshaus Kotelow
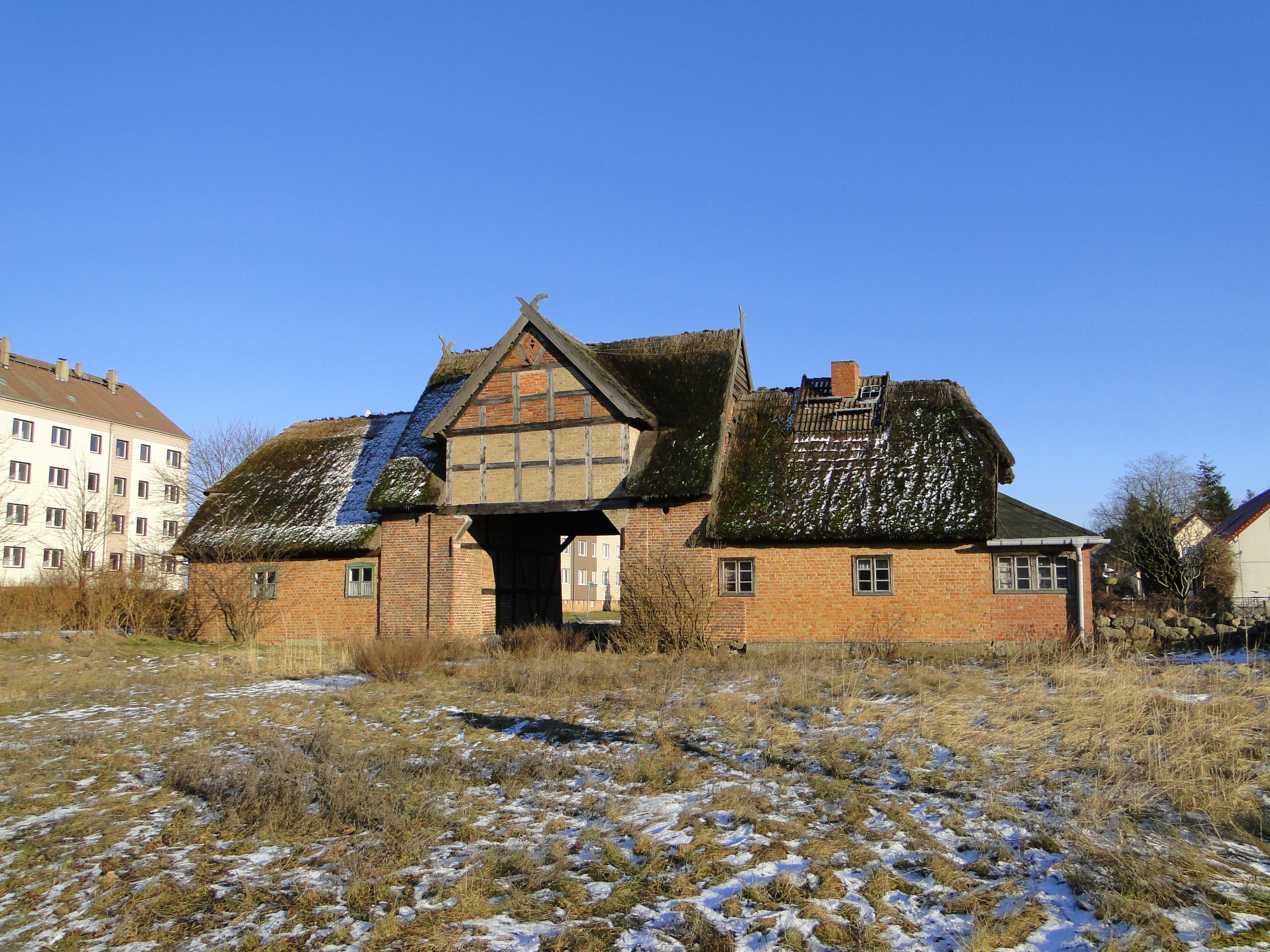
Torhaus des Gutes Kotelow

### Lübbersdorf
Der Ortsname, 1290 erstmals niederdeutsch als Lubrechtisdorp belegt, ist vom germanischen Männernamen Lütbrecht abgeleitet. Das Gutshaus Lübbersdorf wurde im 17. Jahrhundert im Stil der Renaissance auf den Mauern einer alten Burg für die Familie von Lübbersdorf erbaut. Im Jahre 1839 wurden Erweiterungen vorgenommen. Das Gut befand sich um 1846 im Besitz von Wilhelm von Oertzen. Im Jahre 1891 fand ein nochmaliger Umbau statt. Bis 1927 befand sich das Gut im Besitz der Familie von Oertzen, danach wurde das Gut aufgesiedelt. Ab 1927 wurde das Gutshaus als Altenpflegeheim genutzt. Ab 1953 fand nach einem Brand ein beträchtlicher Umbau des Gebäudes statt. Heute wird das Gutshaus als DRK-Pflegeheim genutzt.

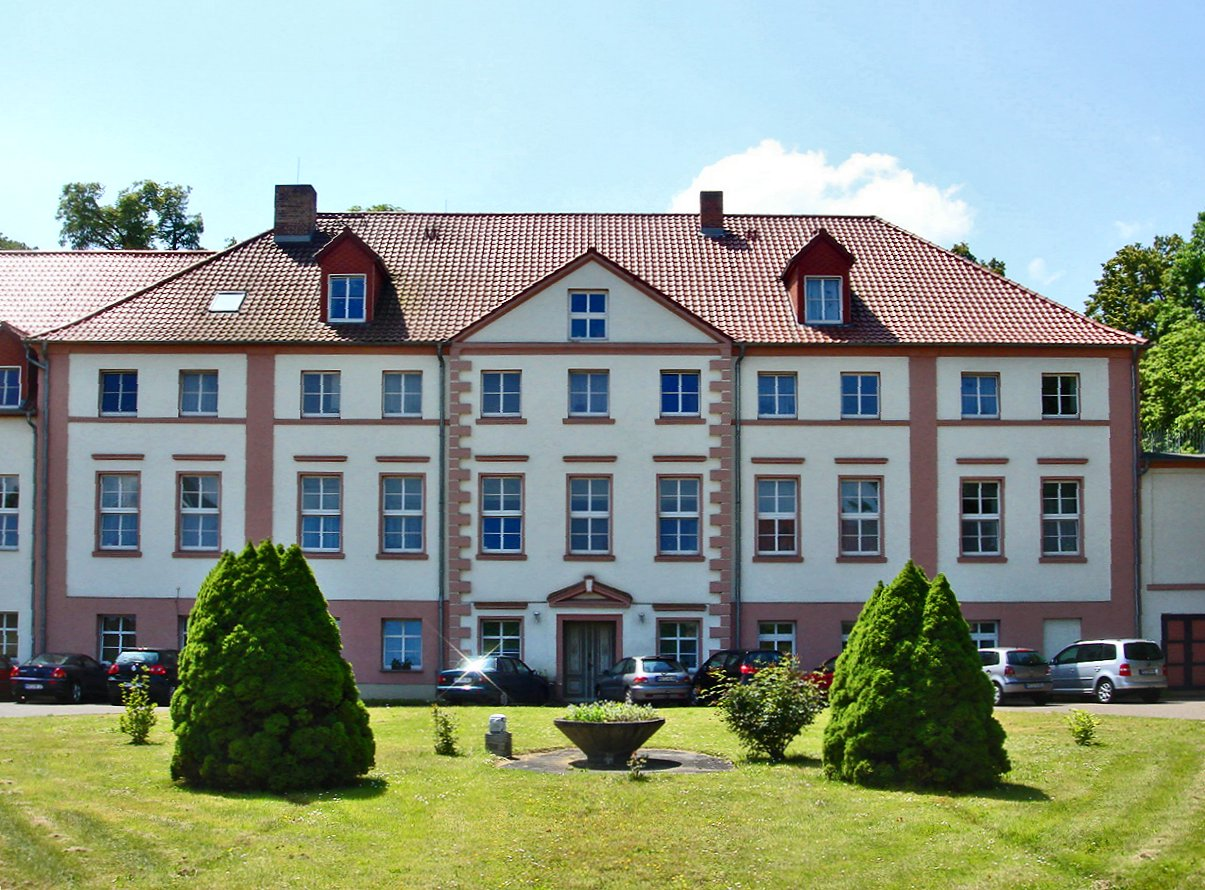
Gutshaus Lübbersdorf
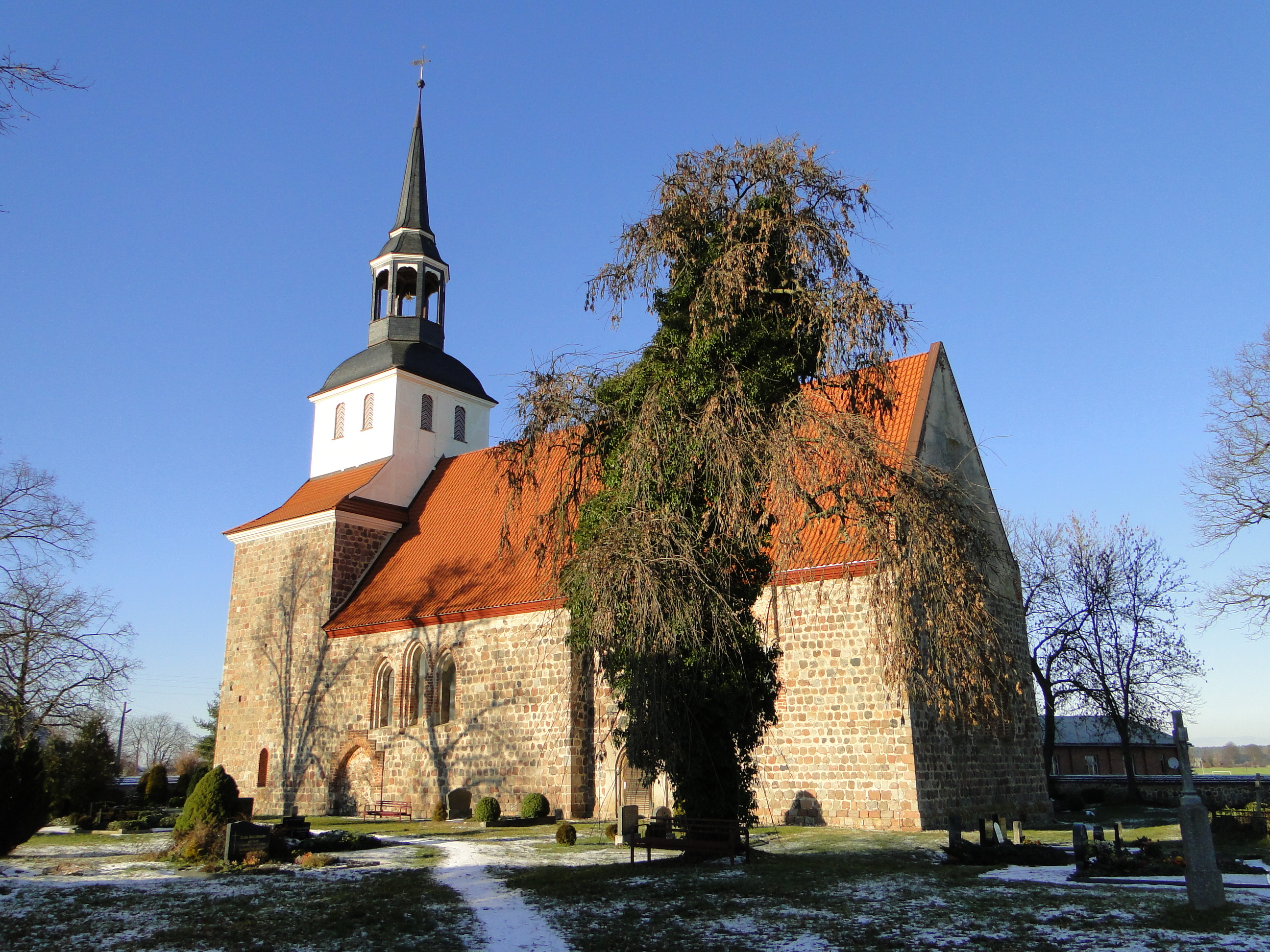
Kirche in Lübbersdorf

### Rohrkrug
Im frühen 20. Jahrhundert aus einer Poststation an der Straße von Friedland nach Strasburg (Uckermark) entstanden.

### Sandhagen

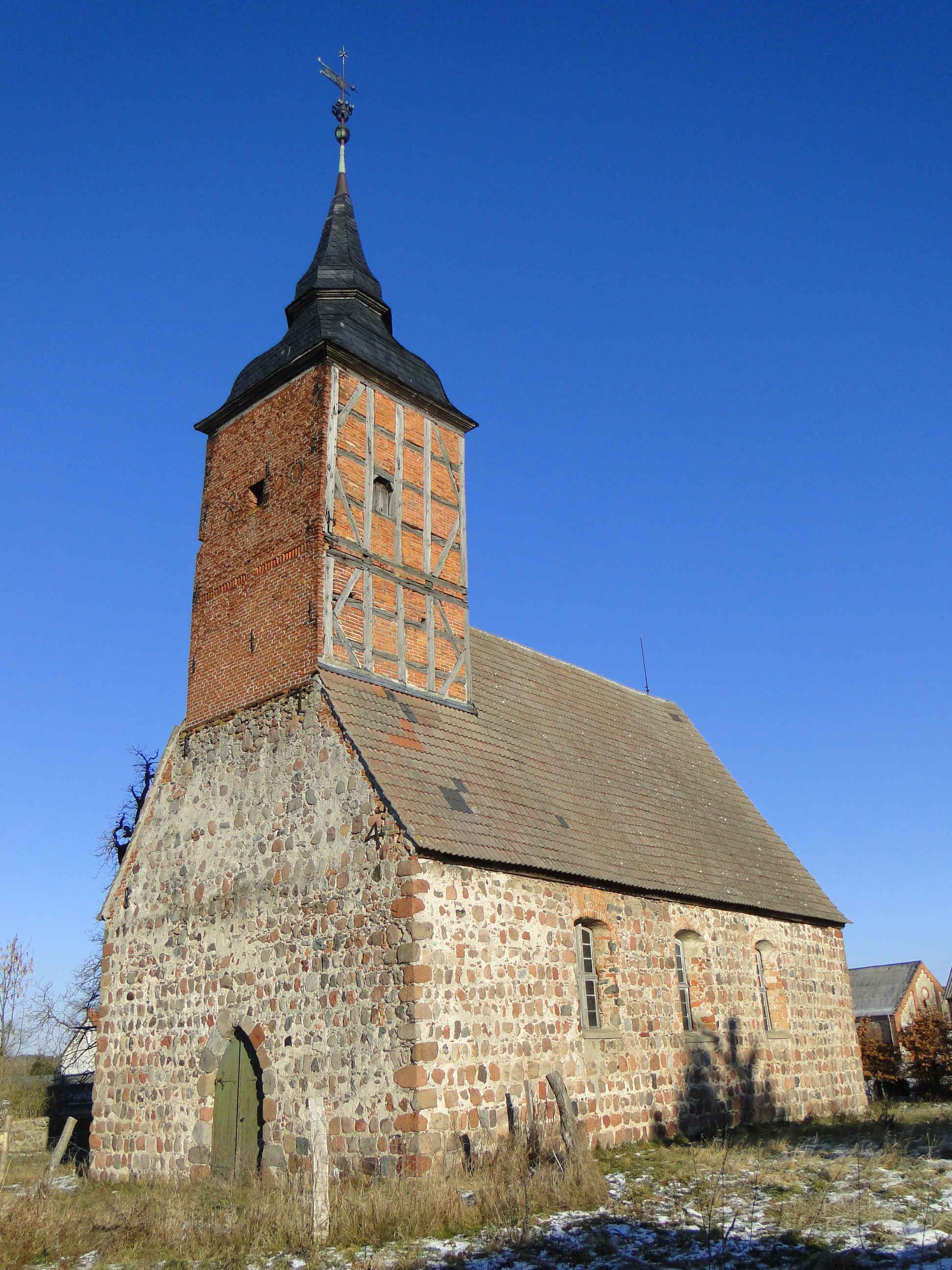
Kirche in Sandhagen

Die ursprüngliche Dorfanlage befand sich im 13. Jahrhundert nahe dem Putzarer See, im 18. Jahrhundert weiter südlich als Willershagen, heute schließlich an der Landstraße von Friedland nach Ferdinandshof. Es erinnert nur noch der Flurname Olle Dörpstell an die frühere Ortslage.

### Schwichtenberg

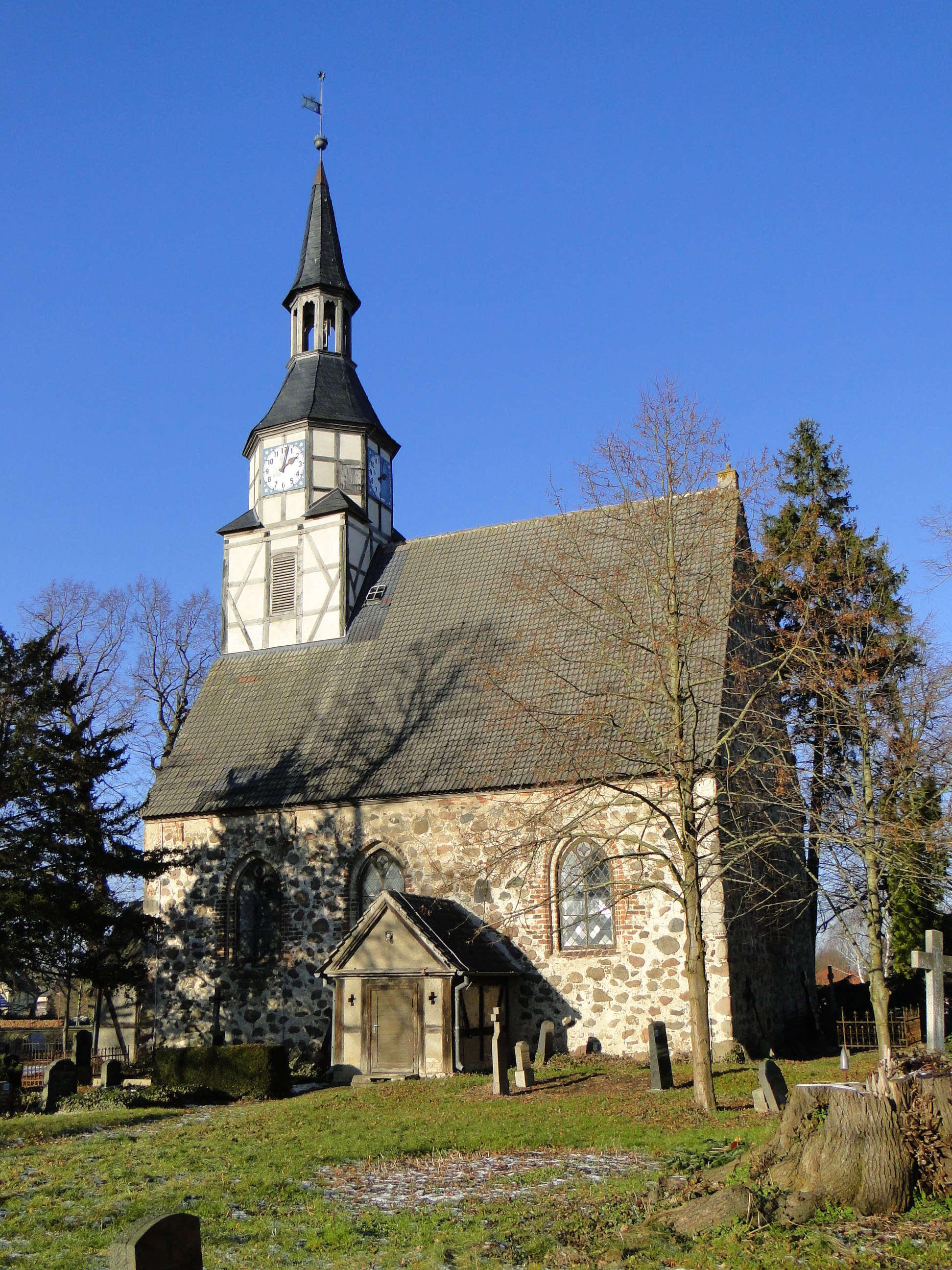
Kirche in Schwichtenberg

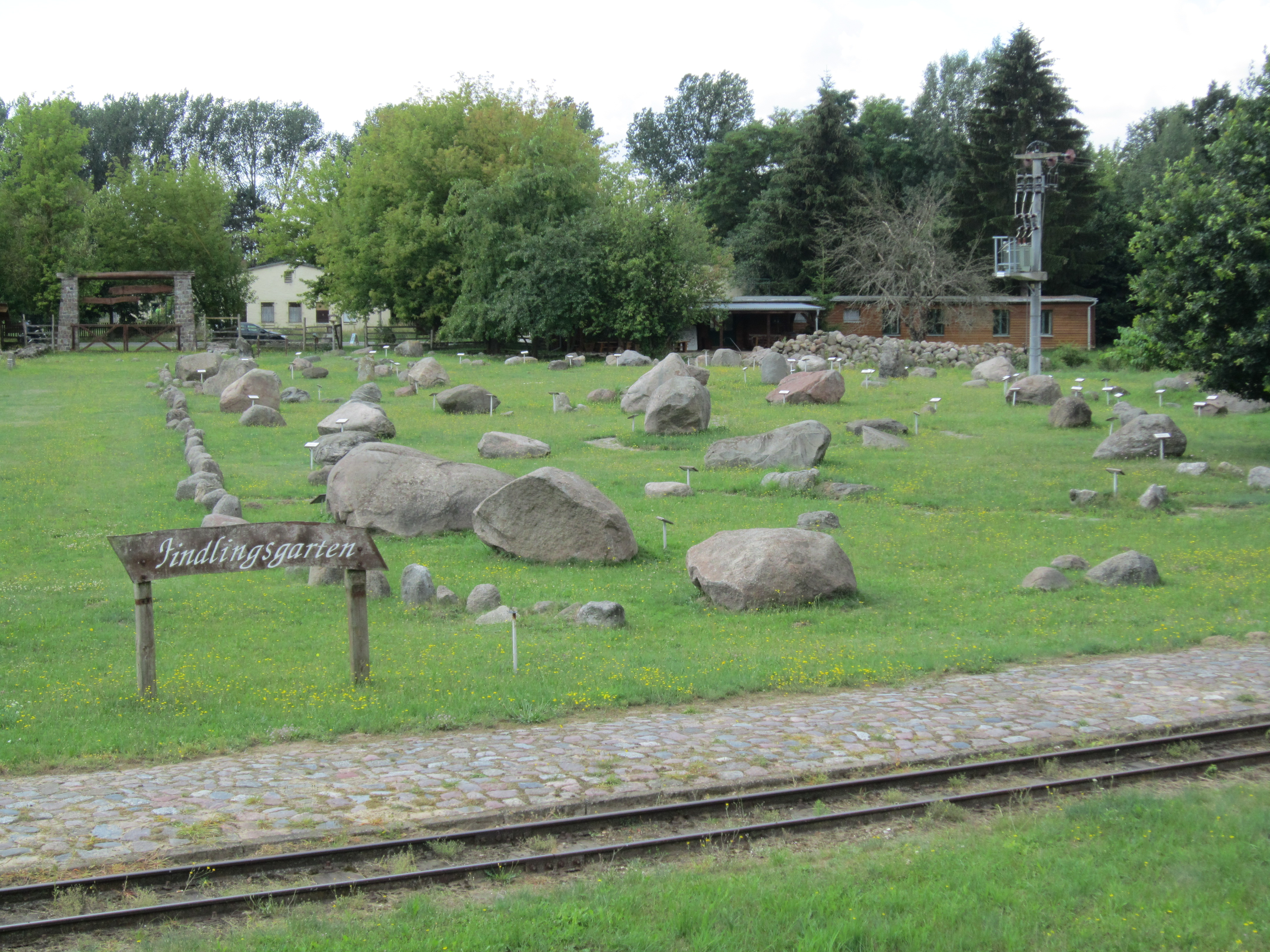
Findlingsgarten an der MPSB in Schwichtenberg

Das ursprüngliche Rittergut zwischen Putzarer, Galenbecker und Lübkowsee kam in der Zeit der Kreuzzüge an die Friedländer Marienkirche, später an die Stadt Friedland. Nach einem Brand, der den Ort völlig zerstörte, wurde Schwichtenberg Ende des 18. Jahrhunderts wieder als planmäßiges Angerdorf errichtet.
Von hier aus begannen 1937 erste Arbeiten zur Trockenlegung der Friedländer Großen Wiese durch den Reichsarbeitsdienst. Vollendet wurden die Arbeiten 1962 im Rahmen eines so genannten Zentralen Jugendobjektes der FDJ.
Im Jahre 1999 wurde in Schwichtenberg eine kleine Teilstrecke der mecklenburg-pommerschen Schmalspurbahn als Museumsbahnbetrieb wiedereröffnet und bis 2004 erweitert.

### Wittenborn

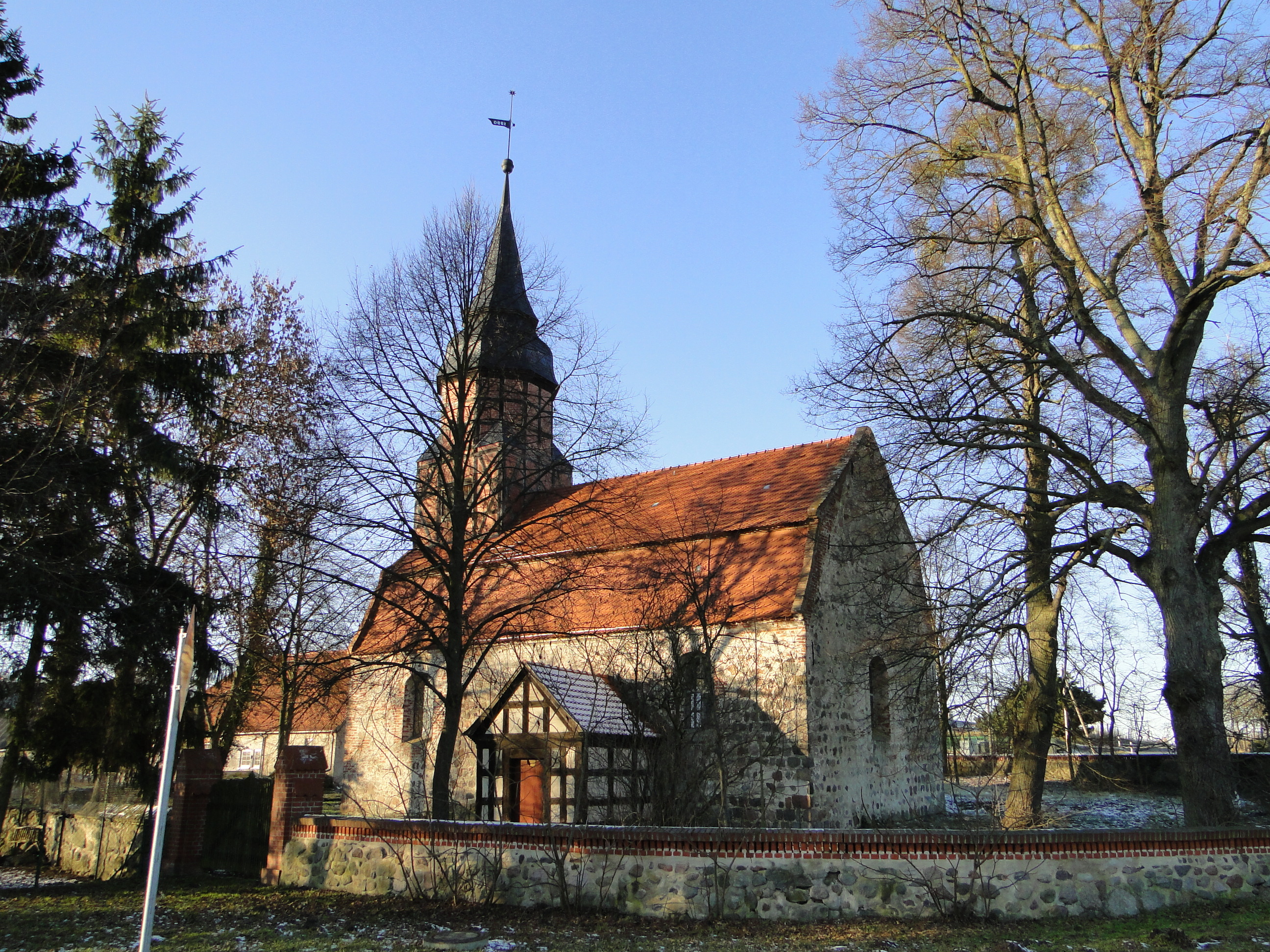
Kirche in Wittenborn

Erstmals wurde der Ort 1337 erwähnt, die Dorfkirche stammt aus dem frühen 15. Jahrhundert. Das Gut gehörte von 1703 bis 1945 den Familien von Rieben.
Am 1. Juli 1950 wurden die Gemeinden Friedrichshof und Galenbeck in die Gemeinde Wittenborn eingegliedert.

## Wappen, Flagge, Dienstsiegel
Die Gemeinde verfügt über kein amtlich genehmigtes Hoheitszeichen, weder Wappen noch Flagge. Als Dienstsiegel wird das kleine Landessiegel mit dem Wappenbild des Landesteils Mecklenburg geführt. Es zeigt einen hersehenden Stierkopf mit abgerissenem Halsfell und Krone und der Umschrift „* GEMEINDE GALENBECK * LANDKREIS MECKLENBURGISCHE SEENPLATTE“.

## Sehenswürdigkeiten
- Die im 13. Jahrhundert errichtete Burg im heutigen Ortsteil Galenbeck in den Brohmer Bergen wurde im Namen der brandenburgischen Markgrafen an der pommerschen Grenze errichtet. Die Burg und das Stargarder Land gehörte ab 1304 zu Mecklenburg. In der Mitte des 15. Jahrhunderts wurde die Burg zerstört. Der Burgturm, der wegen des sumpfigen Untergrundes stark geneigt ist, hat als Ruine die Jahrhunderte überdauert. Daneben findet man noch Reste von Fundamentmauern und Wallanlagen.
- Tanzlinde in Galenbeck
- mehrere Feldsteinkirchen aus dem 13. Jahrhundert, unter anderem die Dorfkirche Klockow, Dorfkirche Kotelow, Dorfkirche Lübbersdorf
- Torhaus in Kotelow aus dem 18. Jahrhundert
- Kotelower Herrenhaus mit Park aus dem Jahr 1773[9]
- Herrenhaus Klockow von Heinrich Thormann, 1853[4]
- Gemeinschaftsgrab auf dem Friedhof für im April 1945 umgekommene deutsche und lettische Soldaten
- Grab eines umgekommenen Polen, dessen Todesursache unbekannt ist
- Museumsdorf Schwichtenberg mit Findlingsgarten, Museum (Ausstellung „Von Huus un Acker“) und Schmalspurbahn
- Burgwall Wittenborn

## Verkehrsanbindung
Galenbeck mit seinen Ortsteilen liegt etwas abseits der Fernstraßen und Bahnlinien. Die nächsten Bahnhöfe findet man in Strasburg (Uckermark) und Ferdinandshof im benachbarten Landkreis Vorpommern-Greifswald. Zehn Kilometer südlich von Galenbeck besteht Anschluss an die Bundesautobahn 20 (Anschlussstelle Strasburg). Von Friedland aus verkehrt die Buslinie 501 der Mecklenburg-Vorpommerschen Verkehrsgesellschaft (MVVG) in die Ortsteile der Gemeinde Galenbeck.

## Persönlichkeiten

### Kotelow
- August von Oertzen (1777–1837), Staatsminister und Kammerpräsident
- Carl von Oertzen (1788–1837), Verwaltungsbeamter und Rittergutsbesitzer
- Pauline Arndt (1833–1915), Schriftstellerin
- Hans Bruhn (1901–1978), Kommunalpolitiker
- Margarete Müller (1931–2024), Kandidatin des Politbüro des ZK der SED

### Lübbersdorf
- Wilhelm von Oertzen (1828–1895), Gutsbesitzer, Landrat, Klosterhauptmann im Kloster Dobbertin
- Wilhelm Thedwig von Oertzen (1921–2011), Agrarjournalist, Historiker, Schriftführer des Familienverbands und Redakteur der Oertzen-Blätter